# دوسلدورف-هولتهاوزن
دوسلدورف-هولتهاوزن (به آلمانی: Holthausen) یک منطقهٔ مسکونی در آلمان است که در District 9 واقع شده‌است. دوسلدورف-هولتهاوزن ۱۲٬۰۰۰ نفر جمعیت دارد.